# Miikka Kiprusoff
Temple de la renommée finlandais : 2016
Miikka Kiprusoff (né le 26 octobre 1976 à Turku en Finlande) est un joueur professionnel finlandais de hockey sur glace qui jouait en position de gardien de but. Il a passé la majeure partie de sa carrière avec les Flames de Calgary.

## Biographie
Il a été repêché par les Sharks de San José au repêchage d'entrée dans la LNH 1995, à la 116e position.
Il a entamé sa carrière professionnelle avec le TPS Turku, remportant deux fois le championnat de Finlande et étant élu meilleur gardien du championnat de 1999 (trophée Urpo-Ylönen) et meilleur joueur des séries éliminatoires (trophée Jari-Kurri).
Il est ensuite parti pour l'Amérique du Nord, signant avec les Sharks de San José, avec lesquels il a disputé trois saisons en tant que gardien remplaçant.
En 2003, il a été échangé aux Flames de Calgary et s'est rapidement imposé, notamment en réalisant quatre blanchissages et en présentant une moyenne de buts alloués de 1,69. Au cours des séries éliminatoires 2003-2004, il a permis à son équipe de se rendre jusqu'aux finales de la Coupe Stanley. Les Flames se sont finalement inclinés face au Lightning de Tampa Bay en sept matches.
En 2004, à l'occasion de la Coupe du monde de hockey, Kiprusoff a réalisé d'excellentes performances et remporté la médaille d'argent avec l'équipe nationale finlandaise. La Finlande s'était inclinée, à la finale, devant l'équipe du Canada.
Au cours de la saison 2004-05 avec le club suédois de Timrå IK, Kiprusoff n'a pu amener son équipe au-delà des quarts-de-finale.
En 2005-2006, il a participé à 74 des 82 matches des Flames de Calgary. Kiprusoff a également battu le record d'équipe de Mike Vernon pour le plus de victoires en une saison, avec 42 gains.
En 2006, il avait été sélectionné par l'équipe nationale de la Finlande pour jouer aux Jeux olympiques de Turin, mais il a décliné l'invitation afin de prendre du repos et de soigner une blessure à la hanche.
Au cours de la saison 2005-06, il a remporté le trophée Vézina de meilleur gardien et le trophée William-M.-Jennings, remis au gardien de but ayant concédé le moins de buts en saison régulière.
Miikka Kiprusoff est le frère de Marko Kiprusoff, défenseur qui déjà évolué avec l'EHC Kloten, Malmö IF et les Canadiens de Montréal.
En 2008-2009, Kiprusoff bat le record d'équipe en remportant 45 victoires, malgré une saison décevante avec un pourcentage d'arrêts de 90,3 % et 2,86 buts alloués par match.
Le 9 septembre 2013, Miikka Kiprusoff annonce officiellement sa retraite. En 2016, il est intronisé au temple de la renommée du hockey finlandais avec le numéro 237. En 2024, son numéro 34 est retiré et il devient le quatrième joueur dans l'histoire des Flames à recevoir cet honneur, après Lanny McDonald (numéro 9), Jarome Iginla (12) et Mike Vernon (30).

## Statistiques
| Saison     | Équipe                     | Ligue      |     | Saison régulière | Saison régulière | Saison régulière | Saison régulière | Saison régulière | Saison régulière | Saison régulière | Saison régulière | Saison régulière | Saison régulière |    | Séries éliminatoires | Séries éliminatoires | Séries éliminatoires | Séries éliminatoires | Séries éliminatoires | Séries éliminatoires | Séries éliminatoires | Séries éliminatoires | Séries éliminatoires |
| Saison     | Équipe                     | Ligue      | PJ  | V                | D                | Pr/N             | Min              | BC               | Moy              | % Arr            | Bl               | Pun              | PJ               | V  | D                    | Min                  | BC                   | Moy                  | % Arr                | Bl                   | Pun                  |                      |                      |
| 1994-1995  | TPS                        | SM-liiga   | 4   | 3                | 1                | 0                | 240              | 12               | 3,00             | -                | 0                | 0                | 2                | 2  | 0                    | 120                  | 7                    | 3,50                 | -                    | 0                    | 0                    |                      |                      |
| 1995-1996  | TPS                        | SM-liiga   | 12  | 5                | 3                | 1                | 550              | 38               | 4,14             | -                | 0                | 0                | 3                | 0  | 1                    | 113                  | 4                    | 2,12                 | -                    | 0                    | 0                    |                      |                      |
| 1996-1997  | AIK IF                     | Elitserien | 42  | -                | -                | -                | 2 440            | 104              | 2,53             | -                | 3                | 8                | 7                |    |                      | 420                  | 22                   | 3,14                 | -                    | 0                    | 0                    |                      |                      |
| 1997-1998  | AIK IF                     | Elitserien | 43  | -                | -                | -                | 2 517            | 111              | 2,65             | -                | 1                | 4                | -                | -  | -                    | -                    | -                    | -                    | -                    | -                    | -                    |                      |                      |
| 1998-1999  | TPS                        | SM-liiga   | 39  | 26               | 6                | 6                | 2 260            | 70               | 1,86             | -                | 4                | 6                | 10               | 9  | 1                    | 580                  | 15                   | 1,55                 | -                    | 3                    | 0                    |                      |                      |
| 1999-2000  | Thoroughblades du Kentucky | LAH        | 47  | 23               | 19               | 4                | 2 759            | 114              | 2,48             | 92,4             | 3                | 10               | 5                | 1  | 3                    | 239                  | 13                   | 3,27                 | 90,4                 | 0                    | 2                    |                      |                      |
| 2000-2001  | Sharks de San José         | LNH        | 5   | 2                | 1                | 0                | 154              | 5                | 1,95             | 90,2             | 0                | 0                | 3                | 1  | 1                    | 149                  | 5                    | 2,01                 | 93,7                 | 0                    | 0                    |                      |                      |
| 2000-2001  | Thoroughblades du Kentucky | LAH        | 36  | 19               | 9                | 6                | 2 038            | 76               | 2,24             | 92,6             | 2                | 2                | -                | -  | -                    | -                    | -                    | -                    | -                    | -                    | -                    |                      |                      |
| 2001-2002  | Sharks de San José         | LNH        | 20  | 7                | 6                | 3                | 1 037            | 43               | 2,49             | 91,5             | 2                | 4                | 1                | 0  | 0                    | 7                    | 0                    | 0,00                 | 100,0                | 0                    | 0                    |                      |                      |
| 2001-2002  | Barons de Cleveland        | LAH        | 4   | 4                | 0                | 0                | 242              | 7                | 1,73             | 94,9             | 7                | 2                | -                | -  | -                    | -                    | -                    | -                    | -                    | -                    | -                    |                      |                      |
| 2002-2003  | Sharks de San José         | LNH        | 22  | 5                | 14               | 0                | 1 199            | 65               | 3,25             | 87,9             | 1                | 0                | -                | -  | -                    | -                    | -                    | -                    | -                    | -                    | -                    |                      |                      |
| 2003-2004  | Flames de Calgary          | LNH        | 38  | 24               | 10               | 4                | 2 300            | 65               | 1,69             | 93,3             | 4                | 15               | 26               | 15 | 11                   | 1 655                | 51                   | 1,85                 | 92,8                 | 5                    | 0                    |                      |                      |
| 2004-2005  | Timrå IK                   | Elitserien | 46  | -                | -                | -                | 2 719            | 97               | 2,14             | -                | 5                | 2                | 6                | -  | -                    | 356                  | 13                   | 2,19                 | -                    | 0                    | 0                    |                      |                      |
| 2005-2006  | Flames de Calgary          | LNH        | 74  | 42               | 20               | 11               | 4 379            | 151              | 2,07             | 92,3             | 10               | 10               | 7                | 3  | 4                    | 428                  | 16                   | 2,24                 | 92,1                 | 0                    | 2                    |                      |                      |
| 2006-2007  | Flames de Calgary          | LNH        | 74  | 40               | 24               | 9                | 4 419            | 181              | 2,46             | 91,7             | 7                | 2                | 6                | 2  | 4                    | 383                  | 18                   | 2,81                 | 92,9                 | 0                    | 0                    |                      |                      |
| 2007-2008  | Flames de Calgary          | LNH        | 76  | 39               | 26               | 10               | 4 398            | 197              | 2,69             | 90,6             | 2                | 8                | 7                | 2  | 4                    | 336                  | 18                   | 3,21                 | 90,8                 | 1                    | 2                    |                      |                      |
| 2008-2009  | Flames de Calgary          | LNH        | 76  | 45               | 24               | 5                | 4 418            | 209              | 2,84             | 90,3             | 4                | 2                | 6                | 2  | 4                    | 324                  | 19                   | 3,52                 | 88,4                 | 0                    | 2                    |                      |                      |
| 2009-2010  | Flames de Calgary          | LNH        | 73  | 35               | 28               | 10               | 4 235            | 163              | 2,31             | 92,0             | 4                | 4                | -                | -  | -                    | -                    | -                    | -                    | -                    | -                    | -                    |                      |                      |
| 2010-2011  | Flames de Calgary          | LNH        | 71  | 37               | 24               | 6                | 4 156            | 182              | 2,63             | 90,6             | 6                | 2                | -                | -  | -                    | -                    | -                    | -                    | -                    | -                    | -                    |                      |                      |
| 2011-2012  | Flames de Calgary          | LNH        | 70  | 35               | 22               | 11               | 4 128            | 162              | 2,35             | 92,1             | 4                | 0                | -                | -  | -                    | -                    | -                    | -                    | -                    | -                    | -                    |                      |                      |
| 2012-2013  | Flames de Calgary          | LNH        | 24  | 8                | 14               | 2                | 1 344            | 77               | 3,44             | 88,2             | 0                | 0                | -                | -  | -                    | -                    | -                    | -                    | -                    | -                    | -                    |                      |                      |
| Totaux LNH | Totaux LNH                 | Totaux LNH | 623 | 319              | 213              | 71               | 36 169           | 1 500            | 2,49             | 91,2             | 44               | 47               | 56               | 25 | 28                   | 3 284                | 127                  | 2,32                 | 92,1                 | 6                    | 6                    |                      |                      |

## Palmarès

### Distinctions personnelles
- Trophée Urpo-Ylönen : 1998-1999.
- Trophée Jari-Kurri : 1998-1999.
- Trophée Vézina : 2006.
- Trophée William-M.-Jennings : 2006.
- Équipe d'étoiles de la LNH : 2006 et 2007.

### Honneurs
- Champion de Finlande : 1995 avec le TPS Turku.
- Champion de la Division Sud (LAH) : 1999-2000 et 2000-2001 avec les Thoroughblades du Kentucky.
- Champion de la Division Pacifique : 2001-2002 avec les Sharks de San José.
- Champion de l'Association de l'Ouest : 2003-2004 avec les Flames de Calgary.
- Champion de la Division Nord-Ouest : 2005–2006 avec les Flames de Calgary.
- Retrait de son numéro 34 par les Flames de Calgary en 2024[2].